# Prețul carbonului
     Comerțul cu emisile de carbon,
     implementat sau programat
     Taxele pe carbon,
     implementate sau programate
     Comerțul cu emisiile de carbon
     sau taxa pe carbon luată în considerare

Comerțul cu emisii și taxe pe carbon în lume (2021)
Comerțul cu emisile de carbon,
implementat sau programat
Taxele pe carbon,
implementate sau programate
Comerțul cu emisiile de carbon
sau taxa pe carbon luată în considerare

Prețul carbonului (sau prețul CO2) este o metodă a guvernelor de a lupta pentru atenuarea schimbărilor climatice, prin impunerea unui cost pentru emisiile de gaze cu efect de seră (GES). Acest lucru se face pentru a încuraja poluatorii să reducă arderea combustibililor fosili, principala cauză a încălzirii globale. De obicei un preț al carbonului ia forma unei taxe pe carbon⁠(d) sau a unei scheme de comercializare a cotelor de emisii⁠(d) (ETS) care impune firmelor să achiziționeze certificate pentru emisii. Metoda este larg acceptată ca fiind o politică eficientă pentru reducerea emisiilor de gaze cu efect de seră. Prețul carbonului urmărește să abordeze problema economică conform căreia emisiile de CO2 și alte gaze cu efect de seră sunt un produs dăunător, care nu este taxat de nicio piață.
În 2021, 21,7 % din emisiile globale de GES erau acoperite de prețul carbonului, o creștere majoră datorită introducerii schemei neționale de comercializare a emisiilor din China⁠(d). Regiunile cu prețuri pentru carbon cuprind majoritatea țărilor europene și Canada. Pe de altă parte, cei mai importanți emitenți precum India, Rusia, statele din Golf și multe state din SUA nu au introdus prețul la carbon. Australia a avut din 2012 până în 2014 o schemă proprie de tarifare a carbonului. În 2020, prețul carbonului a generat venituri de 53 de miliarde de dolari. 
Conform IPCC, ar fi necesar un nivel al prețurilor de 135–5500 USD în 2030 și 245–13000 USD în 2050 pe tonă metrică de CO2 pentru ca emisiile de carbon să rămână sub limita care ar duce la o încălzire globală de 1,5 °C. Multe scheme de tarifare a carbonului, inclusiv la cea din China, rămân sub 10 USD pe tonă de CO2. O excepție este sistemul de comercializare a certificatelor de emisii al Uniunii Europene⁠(d) (EU-ETS), care în februarie 2023 a depășit 100 EUR pe tona de CO2.